# Noeeta hemiradiata
Noeeta hemiradiata är en tvåvingeart som beskrevs av Dirlbek 1991. Noeeta hemiradiata ingår i släktet Noeeta och familjen borrflugor.
Artens utbredningsområde är Spanien. Inga underarter finns listade i Catalogue of Life.